# آرمادیلوی بینی‌دراز پرمو
آرمادیلوی بینی‌دراز پرمو (نام علمی: Dasypus pilosus) نام یک گونه از سرده پشمینه‌پاها است.